# Estación de Bidezabal
Bidezabal es una estación del Metro de Bilbao en superficie, situada en el barrio de Algorta, en el término municipal de Guecho. Fue inaugurada el 11 de noviembre de 1995. Desde la inauguración de la estación de Ibarbengoa, se decidió que ningún tren finalizara en Bidezabal, terminando los trenes de la línea 1 en Ibarbengoa, Larrabasterra, Sopela, Urdúliz y Plentzia.
Su tarifa corresponde a la zona 2.

## Accesos
- C/ Bidezabal, 13
- C/ Sarri, s/n (Sólo en el andén dirección Plentzia)
- C/ Aita Domingo Iturrate, 11 (Sólo en el andén dirección Etxebarri)
- Interior de la estación